# ドレスデン・ファイル
『ドレスデン・ファイル』（The Dresden Files）は、ジム・ブッチャー(Jim Butcher)よるファンタジー推理小説シリーズである。2020年7月の段階で第16巻までが発表されている。日本では早川書房（ハヤカワ文庫FT）より翻訳出版され、2007年から2009年にかけて第3巻まで刊行されている。また2007年にはSyfyでテレビドラマ化された。

## 概要
シカゴで「魔法使い」として営業中のハリー・ドレスデンは、似非霊能者や芸人と間違われながらも探偵稼業で食い繋いでいるが、その正体は本物の魔法使いである。警察と協力し、様々な猟奇事件の背後に暗躍する悪鬼怨霊やヴァンパイアなどを相手に、骸骨に閉じ込められた亡霊のボブを相棒にして、魔力を駆使して事件を解決していく。

## 登場人物
ハリー・ドレスデン(Harry Dresden)
主人公。正真正銘の魔法使い。本名はハリー・ブラックストーン・カッパーフィールド・ドレスデン。命名の由来は、著名なマジシャンであるハリー・ブラックストーンとデビッド・カッパーフィールドにちなむ。
黒のダスターコートと「もはや青とはいえないビートル」（ドアはそれぞれ緑色と白色、ボンネットは赤色の部品を流用して修理した青色の車体）がトレードマーク。
過去に正当防衛から殺人を犯し、「魔法の掟」に抵触する行為ながら「白の評議会」による裁定では死刑を免れた。替わりに「ダモクレスの運命」と呼ばれる無期限の執行猶予状態に置かれ、監視役の目に厳しく見張られている。
ボブ(Bob)
ハリーをサポートする亡霊。普段は髑髏に宿り、事件の裏に暗躍する悪鬼怨霊を追うハリーに助言する。かつて愛した魔女を生き返らせたが破滅を迎え、一線を越えて罪を犯したことにより自分の髑髏に封印されるという罰を受けた。あまり表情を変えないがDVDを観て涙を流したり、感情豊かな面もある。
モーガン(Morgan)
「白の評議会」からハリーの監視役を任じられた教条主義的な男。ハリーが魔法を使うたびに、それが正当な行為であるか確認するために現れる。
カリン・マーフィー(Karrin Murphy)
シカゴ警察局の女性警部補。異常犯罪を専門に取り扱う特殊捜査班の主任。ハリーに捜査協力を依頼する。

## 出版情報
- 第01巻：Storm Front （2000年4月） / ドレスデン・ファイル ―魔を呼ぶ嵐― （2007年6月） ISBN 978-4-1502-0445-7
- 第02巻：Fool Moon （2001年1月） / ドレスデン・ファイル2 ―狂った月― （2008年8月） ISBN 978-4-1502-0475-4
- 第03巻：Grave Peril （2001年9月） / ドレスデン・ファイル3 ―血塗られた墓― （2009年1月） ISBN 978-4-1502-0485-3
- 第04巻：Summer Knight （2002年9月）
- 第05巻：Death Masks （2003年8月）
- 第06巻：Blood Rites （2004年8月）
- 第07巻：Dead Beat （2005年5月）
- 第08巻：Proven Guilty （2006年5月）
- 第09巻：White Night （2007年4月）
- 第10巻：Small Favor （2008年4月）
- 第11巻：Turn Coat （2009年4月）
- 第12巻：Changes （2010年4月）
- 第13巻：Ghost Story （2011年7月）
- 第14巻：Cold Days （2012年11月）
- 第15巻：Skin Game（2014年5月）
- 第16巻：Peace Talks (2020年7月)
- 第17巻：Battle Ground (2020年9月)

## テレビドラマ
アメリカ合衆国ではサイファイチャンネルにて、カナダではスペースにて2007年1月21日から同年4月15日まで放送された。またイギリスではSky Oneにおいて2007年2月14日から放送された。Lionsgate Television（ライオンズゲートのテレビ部門）製作。日本では、2008年4月3日より毎週木曜20:00〜21:00にFOXムービー★SF&ホラーで、2010年6月8日より毎週火曜21:00〜22:00にBS11にて放送された。全12話。

### 登場人物
ハリー・ドレスデン
演：ポール・ブラックソーン、吹き替え：咲野俊介
ボブ
演：テレンス・マン、吹き替え：金子由之
モーガン
演：コンラッド・コーツ、吹き替え：志村知幸
コニー・マーフィー(Connie Murphy)
演：ヴァレリー・クルス、吹き替え：木川絵里子
小説シリーズのカリン・マーフィーにあたる。

### スタッフ
- 製作総指揮：ニコラス・ケイジ、デヴィッド・シムキンズ、ロバート・ヒューイット・ウルフ、ノーマン・ゴライトリー
- 出演：ポール・ブラックソーン、ヴァレリー・クルス、テレンス・マン